# Пени Маршал
Карол Пени Маршал (енгл. Carole Penny Marshall; Њујорк, 15. октобар 1943 — Лос Анђелес, 17. децембар 2018) је била америчка глумица, телевизијски и филмски продуцент, телевизијски и филмски редитељ. Након играња неколико мањих улога на телевизији, ангажована је за улогу Лаверне ДеФазио у серији Лаверна и Ширли (Laverne & Shirley), која је емитована од 1976. до 1983, током које је Маршал номинована три пута за Златни глобус за своју улогу.
Напредовала је у режији филмова попут Big (1988), први филм који је режирала жена и који је постигао бруто зараду већу од 100 милиона долара на благајнама САД; Awakenings (1990), који је био номинован за Оскара за најбољи филм; и A League of Their Own (1992). Продуцирала је филм Бајка о боксеру (2005) и Bewitched (2005), као и епизоде серије Живот према Џиму (2009). Недавно је режирала две епизоде серије Уједињене Државе Таре.

## Детињство и младост
Карол Пени Маршал је рођена у Њу Ситију, Њујорк, 1943, од мајке Марџори Ирене (рођене Вард), учитељице степа која је водила Марџори Маршал плесну школу, и оца Антонија „Тони“ Маскарелија, режисера индустријских филмова, а касније продуцента. Она је сестра глумаца/режисера/ТВ продуцента Гарија Маршала и Рони Халин, телевизијског продуцента. Име Керол добила је у част Карол Ломбард која је била омиљена глумица њене мајке.
Њен отац је био италијанског порекла, његова породица је дошла из Абруца, а њена мајка била је енглеског и шкотског порекла. Отац је променио презиме из Масциарели у Маршал пре Пениног рођења. Вера није играла никакву улогу у одгајању деце породице Маршал. Гари Маршал крштен је у епископалној цркви, Рони у лутеранској, а Пени у конгрегационој цркви.
Одрасла је у 3235 Гранд Конкорс (Grand Concourse), у Бронксу, у улици која је такође изнедрила Нила Сајмона, Падија Шајевског, Калвина Клајна и Ралфа Лорена. Каријеру је почела као плесачица степа са три године, а касније је предавала степ у плесној школи своје мајке. Завршила је Валтон средњу школу и похађала Универзитет у Новом Мексику. Године 1967, преселила у Лос Анђелес како би се придружила старијем брату Гарију Маршалу, писцу чијa остварења у то време укључују телевизијски ситком The Dick Van Dyke Show (1961–1966).

## Каријера
Један од њених првих послова била је ТВ реклама за шампон за улепшавања. Ангажована је да игра девојку са лепљивом, неатрактивном косом, а Фара Фосет је ангажована да игра девојку са густом, валовитом косом. Док је екипа осветљавала сет, Маршалова заменица је носила плакат на коме је писало „Ружна девојка“ а Фосетина заменица је носила плакат на коме је писало „Лепа девојка“. Фара Фосет, осећајући Маршаловину несигурност о њеном изгледу, прецртала је „Ружна“ на плакату Маршаловине заменице и написала „Једноставна“.
Маршал је по први пут добила на значају као телевизијска глумица са повременом гостујућом улогом Мирне Тарнер у серији The Odd Couple (1971–1975). У последњем појављивању Маршалове као Мирне Тарнер, Мирна се удаје за свог дечка, Шелдна ("Заборавили су да напишу „О“ на његовој крштеници, легално, његово име је „Шелдн“"), коју игра њен тадашњи муж, Роб Рајнер, и укратко представљају њеног брата и сестру, Вернера Тарнера и Верну Турнер (коју играју Маршаловини стварни брат и сестра, Гари и Рони). Пре појављивања у серији The Odd Couple, Маршал је предложена да игра улогу Глорије Бункер Стивик у серији All in the Family. Она је на крају изгубила улогу која је додељена Сали Стратерс, док је њен супруг, Роб Рајнер добио улогу Глоријиног мужа, Мајкла „Митхед“ Стивика.
Маршал је режирала неколико успешних дугометражних филмова још од средине 1980-их, укључујући и Big (1988) где глуми Том Хенкс (први филм који је режирала жена да бруто доходак износи преко 100 милиона америчких долара), Awakenings (1990) са Робином Вилијамсом и Робертом де Ниром, A League of Their Own (1992) са Џином Дејвис, Томом Хенксом, Мадоном и Рози О'Донел као и Свештеникова супруга (1996) где глуми Дензел Вошингтон и Витни Хјустон. Године 1991, она је добила награду Жене у филму, Кристал награда. Позајмила је свој глас госпођи Боц односно госпођи Боцуковски, „бебиситерка Бандит“, у епизоди Симпсонових.

## Лични живот
Док је студирала на Универзитету у Њу Мексику у Албукеркију, Маршал је упознала Мајкла Хенрија, фудбалера. Напушта факултет како би се удала за њега 1961; имају ћерку, Трејси. Маршал је радила као секретарица, а касније као учитељица степа. Брак је трајао 3 године. Дана 10. априла 1971, Маршал се удала за глумца/режисера Роба Рајнера, који је усвојио њену ћерку и дао јој презиме. Њен брак са Рајнером је трајао све до 1981. године.
Маршал има пет унучади од ћерке Трејси Рајнер.

## Филмографија

### Телевизија
| Улоге Пени Маршал |              |                                     | |          |
| Година            | Српски назив | Изворни назив                       | Улога | Напомена |
| 1968.             |              | That Girl (2 епизоде, 1968–1969)    | |          |
| 1969.             |              | Then Came Bronson (1 епизода, 1969) | |          |
| 1970.             |              |                                     | - Disneyland (2 епизоде, 1970) - Love, American Style (1 епизода, 1970) - Barefoot in the Park (1 епизода 1970) |          |
| 1971.             |              |                                     | - Getting Together (1 једна епизода, 1971) - Funny Face (TV series) (pilot, 1971) - The Odd Couple (26 епизода, 1971–1975) |          |
| 1972.             |              |                                     | - The Super (у епизоди "The Matchmaker," 1972) - The Bob Newhart Show (1 епизода, 1972) |          |
| 1972.             |              |                                     | |          |
| 1972.             |              |                                     | - Banacek (1 episode, 1973) - Paul Sand in Friends and Lovers (14 епизода, 1974–1975) - Mary Tyler Moore (3 епизоде, 1974–1976) |          |
| 1975.             |              |                                     | |          |
| 1975.             |              |                                     | - Chico and the Man (1 епизода, 1975) - Happy Days (6 епизода, 1975–1979) - Good Heavens (1 епизода, 1976) - Laverne & Shirley (178 епизода, 1976–1983) - Blansky's Beauties (1 епизода, 1977) - Saturday Night Live (2 епизоде, 1977,1996) - Mork & Mindy (1 епизода, 1978) |          |
| 1978.             |              |                                     | |          |
| 1981.             |              |                                     | |          |
| 1982.             |              |                                     | (глас) - The New Show (1 једна епизода, 1984) |          |
| 1984.             |              |                                     | |          |
| 1985.             |              |                                     | - The Simpsons TV series, епизода "Some Enchanted Evening" (1990) (глас) |          |
| 1993.             |              |                                     | - Nash Bridges (1 епизода, 1998) - Frasier (1 епизода, 2004) - Campus Ladies (1 епизода, 2006) - Bones (1 епизода, 2006) - The Game (1 епизода, 2008) - Portlandia (1 епизода, 2012) - Sam & Cat (1 епизода, 2013)                                                           |          |

### Главна улога
| Улоге Пени Маршал |              |               |                    |          |
| Година            | Српски назив | Изворни назив | Улога              | Напомена |
| 1968.             |              |               |                    |          |
| 1968.             |              |               |                    |          |
| 1970.             |              |               |                    |          |
| 1970.             |              |               |                    |          |
| 1970.             |              |               | (није кредитована) |          |
| 1971.             |              |               | (обрисане сцене)   |          |
| 1975.             |              |               |                    |          |
| 1979.             |              |               | (није кредитована) |          |
| 1985.             |              |               |                    |          |
| 1988.             |              |               | (камео)            |          |
| 2007.             |              |               |                    |          |
| 1991.             | Опасан пут   |               | Енџи               |          |
| 1993.             |              |               | (није кредитована) |          |
| 1995.             |              |               | (камео)            |          |
| 1998.             |              |               | (documentary)      |          |
| 1999.             |              |               |                    |          |
| 2004.             |              |               | (није кредитована) |          |
| 2005.             |              |               | (пилот улога)      |          |
| 2007.             |              |               |                    |          |
| 2007.             |              |               | (Госпођа Флоткин)  |          |
| 2007.             |              |               |                    |          |
| 2011.             |              |               | (Глуми себе)       |          |
| 2014.             |              |               | (Глуми себе)       |          |